# Gonatoxia maculata
Gonatoxia maculata är en insektsart som beskrevs av Karsch 1889. Gonatoxia maculata ingår i släktet Gonatoxia och familjen vårtbitare. Inga underarter finns listade i Catalogue of Life.